# Отцепка
Отцепка — процедура действий при экстремальной ситуации в парашютном спорте, отсоединение основного парашюта (ОП) от подвесной системы-ранца, в случае неисправности (отказа), являясь шагом ко вводу ПЗ (парашюта запасного).
Три кольца КЗУ позволяют быстро отцепить ОП в ненормальной ситуации.
Современные парашютные ранцы для прыжков имеют два контейнера — один для основного и второй — для запасного куполов (запасной располагается выше основного).
В случае неисправности с основным куполом, перед открытием запасного парашюта, его необходимо отсоединить, чтобы он не мешал и не создавал проблем запасному парашюту (т.о. ОП улетает).
Это действие и называется отцепкой.
Практически на всех парашютах используется КЗУ изобретения Билла Буса.